# Miklós Kállay
Miklós Kállay de Nagy-Kálló (Nyíregyháza, 23 gennaio 1887 – New York, 14 gennaio 1967) è stato un politico ungherese, primo ministro del Regno d'Ungheria durante la seconda guerra mondiale dal 9 marzo 1942 al 19 marzo 1944.
Dopo aver ricoperto al carica di vice sottosegretario di Stato al Commercio dal 1929 al 1931 e ministro dell'Agricoltura dal 1932 al 1935 uscì dal governo in polemica con le politiche filo-naziste dal Primo ministro Gyula Gömbös. Nel marzo 1942 il reggente d'Ungheria Miklós Horthy lo incaricò di formare un governo per sostituire l'esecutivo di László Bárdossy, eccessivamente sbilanciato su posizioni vicine alla Germania hitleriana.
Nonostante l'Ungheria rimanesse alleata con la Germania, Kállay ed Horthy cercarono di allontanarvisi opponendosi, ad esempio, alla prosecuzione della deportazione degli ebrei e tentando di prendere contatti con le forze alleate. L'atteggiamento ambiguo del governo di Budapest convinse Hitler ad invadere l'Ungheria nel marzo 1944. Kállay si diede alla fuga ma venne arrestato e mandato prima nel campo di concentramento a Dachau e poi a Mauthausen. Nell'aprile 1945 divenne parte di gruppo di Ostaggi delle SS in Alto Adige che furono portati a Villabassa in Val Pusteria (Alto Adige) dove vennero liberati il 4 maggio 1945 dalla Quinta Armata dell'esercito americano.
Nel 1946 andò in esilio e nel 1951 si stabilì negli USA, dove morì.